# Return to the Forbidden Planet
Return to the Forbidden Planet è un musical con libretto di Bob Carlot e una colonna sonora non originale costituita da canzoni di successo come Great Balls of Fire, Gloria, Good Vibrations, Don't Let Me Be Misunderstood e Oh, Pretty Woman.
Il musical, che è basato su La tempesta di Shakespeare e sul film Il pianeta proibito di Fred McLeod Wilcox, debuttò al Cambridge Theatre di Londra nel settembre 1980. Vinse il Laurence Olivier Award al miglior nuovo musical del 1989/1990.